# Кармравор
Кармравор (на арменски: Կարմրաւոր եկեղեցի; в превод „червеникав“, заради цвета на купола) или Сурб Аствацацин (на арменски: Սուրբ Աստուածածին; в превод „Св. Богородица“) е арменска църква от 7 век. Построена е от свещениците Григорий и Манас. Разположена е в източната част на град Ащарак, Област Арагацотн, Армения.

## Легенда
Според местна легенда три сестри живели в град Ащарак и трите се влюбили в един и същ човек – принц Саргис. Двете по-големи сестри решили да се самоубият в полза на най-младата им сестра, като се хвърлили от ръба на ждрелото. Най-голямата била облечена кайсиево-оранжева рокля, а втората сестра – в червена рокля. Когато най-малката сестра разбрала за саможертвата на двете си по-големи сестри, тя също се хвърлила в ждрелото, облечена в бяла рокля. Отчаян, принц Саргис станал отшелник. Тогава в края на пролома се появили три малки църкви, които били наречени по цветовете на роклите на сестрите. Една от тях е църквата Кармравор, т.е. „червеникавата църква“.

## Архитектура
Църквата „Сурб Аствацацин“ (в превод „Св. Богородица“) е проста сграда с малък кръстокуполен план във византийски стил и червеникави керемиди, покриващи купола на храма, от където идва и името ѝ – Кармравор (в превод „червеникав“). Тя е малка църква с размери само 7,6 м на 8,4 м. Апсидата ѝ има формата на подкова от вътрешната страна и с триъгълна форма от външната. Храмът има осмоъгълен барабан, който е украсен просто с геометрични и флорални елементи около стрехите и корнизите. Повечето от керемиди на покрива са оригинални и са останали непокътнати от времето. Самата църква също е много добре запазена, като е претърпяла незначителен ремонт през 1950 година.
Според френския историк Жан-Мишел Тиери църквата Кармравор бележи повратна точка в арменската архитектура. Именно простите сгради във формата на кръст и с един купол, определят стила на църквите в Армения, който се повтаря през вековете независимо от други влияния. Други църкви с подобна архитектура от 6 или 7 век са Св. Марина и Лмбатаванк в град Артик.

## Галерия
- Изглед към Кармравор отвъд оградата
- Входната врата на оградата, която обгражда храма
- Детайл на геометрични и флорални елементи около стрехите и корнизите
- Изглед към Кармравор